# Trg sinjorije
Trg sinjorije (italijansko Piazza della Signoria) je trg v obliki črke L pred Palazzo Vecchio v Firencah v Italiji. Imenovan je po Palazzo della Signoria, danes Palazzo Vecchio. To je glavna točka izvora in zgodovine Florentinske republike in še vedno ohranja svoj ugled kot politični poudarek mesta. To je mesto srečanja Firenčanov, pa tudi številnih turistov, ki so v bližini Palazzo Vecchio, Piazza del Duomo ter prehoda v galerijo Uffizi.

## Zgradbe
Impresivni Palazzo Vecchio iz 14. stoletja je še vedno izjemen s svojim stolpom. Ob trgu je tudi Loggia dei Lanzi, galerija Uffizi, palačo Tribunale della Mercanzia (1359) (zdaj Urad za kmetijstvo) in Palazzo Uguccioni (1550), s fasado, pripisano Rafaelu, ki pa je umrl trideset let pred njeno izgradnjo). Pred Palazzo Vecchio stoji palača Assicurazioni Generali (1871, zgrajena v renesančnem slogu.

### Palazzo Vecchio
Palazzo Vecchio ("Stara palača") je mestna hiša. Ta ogromna, romanska, s prsobrani utrjena palača je ena izmed najbolj impresivnih mestnih hiš v Toskani. S pogledom na trg s kopijo kipa Michelangelovega Davida in galerije kipov v sosednji Loggia dei Lanzi je eno najpomembnejših javnih mest v Italiji in gosti tudi druge kulturne točke in muzeje.
Prvotno imenovana Palazzo della Signoria, po Signoriji, vladajočem organu Florentinske republike, je dobila tudi nekaj drugih imen: Palazzo del Popolo, Palazzo dei Priori in Palazzo Ducale, v skladu z različno uporabo palače v svoji dolgi zgodovini. Stavba je dobila svoje trenutno ime, ko je bilo stanovanje Medičejcev med Arnom in palačo Pitti premaknjeno.

### Loggia dei Lanzi
Loggia dei Lanzi je sestavljena iz širokih lokov odprtih na ulice, treh širokih obokov in enega globokega. Loki ležijo na gručastih pilastrih s korintskimi kapiteli. Veliki loki so toliko privabili Florentince, da je Michelangelo celo predlagal, da jih je treba nadaljevati po vsej Piazza della Signoria. Živahna gradnja lože je v močnem nasprotju s strogo arhitekturo Palazzo Vecchio. Učinkovita je galerija kipov na prostem antične in renesančne umetnosti, vključno z Medičejskimi levi.

### Tribunale della Mercanzia
Tribunale della Mercanzia je stavba, kjer so v preteklosti odvetniki razsodili v sojenju med trgovci. Tu je bila veranda, ki so jo poslikali Taddeo Gaddi, Antonio del Pollaiolo in Sandro Botticelli, danes shranjene v galeriji Uffizi.

### Palazzo Uguccioni
Zgrajena za Giovannija Uguccionija od leta 1550, je bila zasnova različno pripisana Rafaelu, Michelangelu, Bartolomeo Ammannatiju ali Raffaellu da Montelupo.

### Palazzo delle Assicurazioni Generali
Palazzo delle Assicurazioni Generali je bila oblikovana v neorenesančnem slogu leta 1871 in je ena izmed redkih namenskih komercialnih stavb v središču mesta. V pritličju te palače je zgodovinska kavarna Rivoire.

### Druge palače
Druge palače so Palazzo dei Buonaguisi in Palazzo dell'Arte dei Mercatanti.

## Kipi
Različni impresivni kipi pokrivajo ta trg, vključno z:
1. Kopija Michelangelovega Davida na vhodu v Palazzo Vecchio; izvirnik je v Galleria dell'Accademia, v bližini galerije Akademije za likovno umetnost.
2. Konjeniški spomenik Cosima I., delo Giambologna (1594)
3. Neptunov vodnjak Bartolomea Ammannatija (1575)
4. Il Marzocco, Lev s kopijo Florentinske Lilije, ki jo je prvotno izdelal Donatello (kopija)
5. Judita in Holofern, avtor Donatello (kopija)
6. Herkules in Kako, avtor Bandinelli (1533)
7. Ugrabitev Sabink, v Loggia dei Lanzi, ki ga je naredil Giambologna
8. Perzej z Meduzino glavo, v Loggia dei Lanzi, Cellini (1554)
9. Medičejski levi, Fancelli in Vacca (1598

Trg je bil že osrednji trg v prvotnem rimskem mestu Florentia, obkrožen z gledališčem, rimskimi kopelmi in delavnico za barvanje tekstila. Kasneje je bila zgrajena cerkev San Romolo, loža in ogromna bazilika iz 5. stoletja. To so pokazali arheološki ostanki, ki so bili najdeni pod trgom, ko je bil v 1980-ih zaprt. Ugotovili so celo neolitske ostanke. Trg se je začel oblikovati od leta 1268 dalje, ko so zmagovalni gvelfi porušili hiše gibelinov. Trg je ostal dolgo neurejen, poln lukenj. Leta 1385 je bil prvič tlakovan. Leta 1497 so Girolamo Savonarola in njegovi privrženci na tem trgu izvedli znameniti falò delle vanità - kres nečimrnosti, požig veliko knjig, igralnih miz, lepih oblek in pesniških del. Pred Neptunovim vodnjakom krožna marmorna plošča označuje točno točko, kjer je bil Girolamo Savonarola obešen in zakurjen 23. maja 1498. 

## Galerija
- Nekaj kipov na trgu, tudi kopija Davida
- Piazza della Signoria s Palazzo Vecchio
- Trg s kipom Cosima I. de' Medici
- Kopija Michelangelovega kipa David
- Bartolommeo Bandinelli, Herkules in Kako
- Benvenuto Cellini, kip Perzej z Meduzino glavo
- Donatellov kip Judit in Holofernes
- Giambologna, Ugrabitev Sabink
- Neptunov vodnjak
- Trg
- Panoramski pogled na Piazza della Signoria
- Video